# Samsung Galaxy J5
El Samsung Galaxy J5 (SM-J500) es un teléfono inteligente de gama media fabricada por Samsung, que dispone del sistema operativo Android y su capa de personalización TouchWiz. Samsung anunció su salida al mercado en junio del año 2017 y finalmente salió al público en julio del mismo año.
Es el teléfono móvil de Samsung más vendido en España y Latinoamérica.

## Características
- Tiene una pantalla Super AMOLED PenTile de 5" y un procesador 1.2 GHz de cuatro núcleos Snapdragon 410.[2] En México usa el procesador Quad Core a la misma velocidad de 1.2 GHz.
- Posee 1.5 GB de memoria RAM y Conectividad 2G/3G/HSPA/LTE. En México su infraestructura es 2G GSM, 3G WCDMA, 4G LTE FDD.
- Su tamaño es de 142.1 x 71.8 x 7.9 mm y su peso es de solo 146 gramos.
- Trabaja con una resolución de 720x1280. La densidad de píxel es de 294 ppp (píxeles por pulgada).
- De fábrica viene instalado con Android 5.1 (Lollipop). Samsung anunció que este dispositivo se actualizará a Android 6.0 (Marshmallow).
- Su batería es de Li-Ion con una capacidad de 2600 mAh, para un máximo de 450 horas en espera en modo 2G, y 430 horas de espera en modo 3G. El tiempo de habla que nos da el dispositivo es de un máximo de 14 horas y 10 minutos en modo 2G, y de 7 horas y 10 minutos en modo 3G.
- Memoria interna de 8 o 16 GB (Este último en modelos doble SIM) expandible por Micro SD externa hasta 128 GB.